# Wołczyn
Wołczyn (niem. Konstadt) – miasto w województwie opolskim, w powiecie kluczborskim, w gminie miejsko-wiejskiej Wołczyn, której jest siedzibą.
Według danych GUS z 1 stycznia 2024 r. miasto miało 5320 mieszkańców.

## Położenie
Wołczyn leży na Nizinie Śląskiej.
Historycznie miejscowość należała do Dolnego Śląska, a obecnie znajduje się w granicach województwa opolskiego. Przez miasto przebiega droga krajowa nr 42, którą można jechać w kierunku Kluczborka (12 km) oraz Namysłowa (25 km). 
Stacja kolejowa w Wołczynie położona jest w połowie linii kolejowej nr 143, prowadzącej z Kalet (przez Lubliniec, Olesno, Kluczbork) do Wrocławia Popowic (przez Namysłów, Bierutów, Oleśnicę). 
Według danych GUS z 1 stycznia 2024 r. powierzchnia miasta wynosiła 7,47 km².

## Nazwa

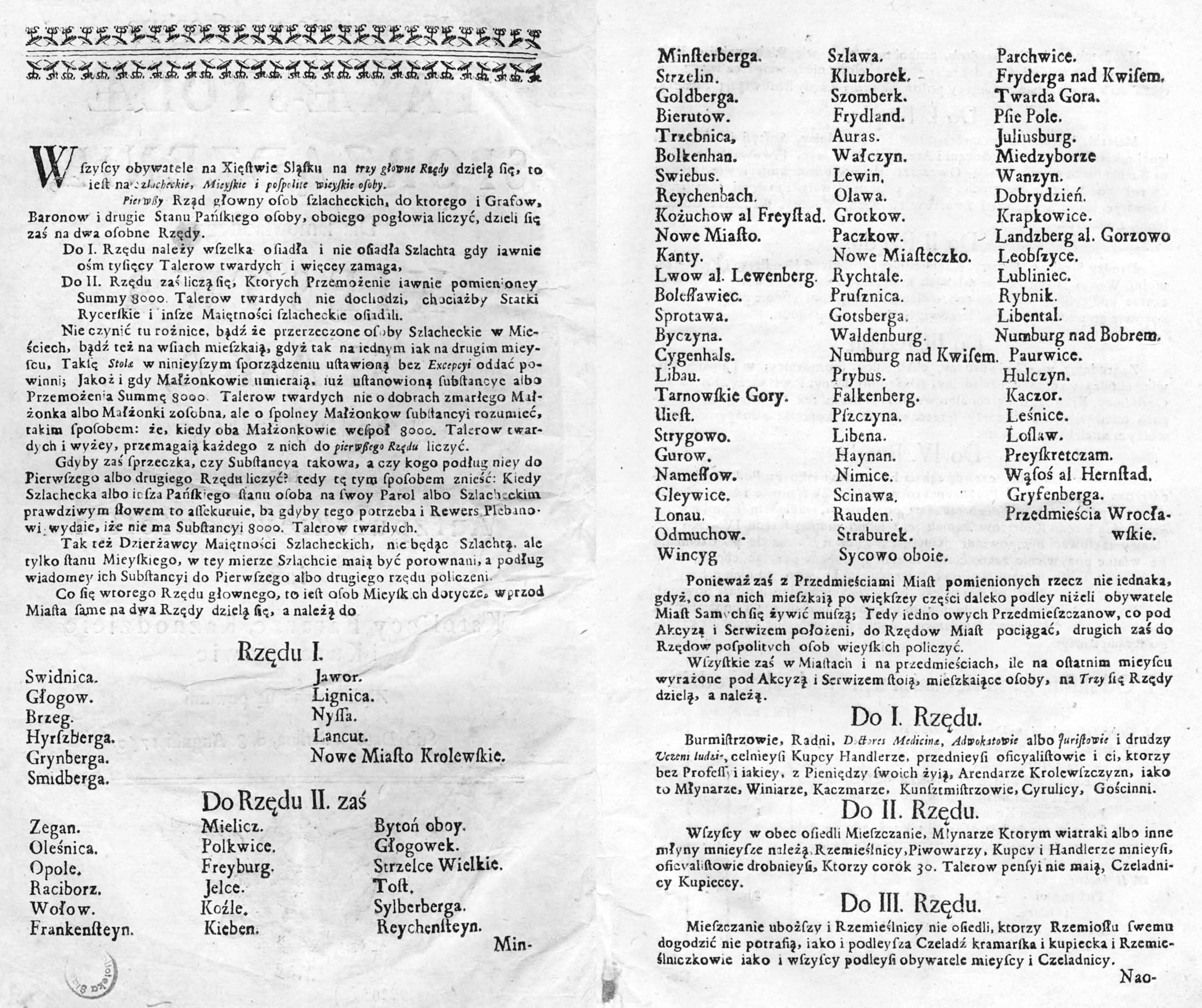
Wołczyn pod nazwą Wałczyn wśród innych nazw śląskich miejscowości w urzędowym pruskim dokumencie z 1750 roku wydanym w języku polskim w Berlinie.

Nazwa miasta wywodzi się prawdopodobnie od polskiej nazwy zwierzęcia – wołu. Podobnie jak w przypadku innych śląskich miast Wołowa oraz Byczyny może mieć to związek z hodowlą bydła, a także handlem tymi zwierzętami oraz produktami od nich pochodzącymi.
W księdze łacińskiej Liber fundationis episcopatus Vratislaviensis (pol. Księga uposażeń biskupstwa wrocławskiego) spisanej za czasów biskupa Henryka z Wierzbna w latach 1295–1305 miejscowość wymieniona jest w zlatynizownej formie Welczyn. W roku 1613 śląski regionalista i historyk Mikołaj Henel z Prudnika wymienił miejscowość w swoim dziele o geografii Śląska pt. Silesiographia podając jej łacińskie nazwy: Constadium, Cuncestadia.
Notowane są również w kronikach Wurzbie, Jerałcice. Wraz z lokacją na prawie niemieckim i przybyciem niemieckich kolonistów miejscowość nazywali oni Kunzestad – od imienia zasadźcy miasta – Kunzo Wilrycha. Według niemieckiego nauczyciela Heinricha Adamy’ego niemiecka nazwa wywodzi się od imienia "Konrad". W swoim dziele o nazwach miejscowości na Śląsku wydanym w 1888 roku we Wrocławiu wymienia nazwę "Constadt" podając jej znaczenie "Stadt des Conrad" czyli w języku polskim "Miasto Konrada".
W 1750 roku nazwa Wałczyn wymieniona została w polskim brzmieniu nazwy przez Fryderyka II pośród innych miast śląskich w zarządzeniu urzędowym wydanym dla mieszkańców Śląska W alfabetycznym spisie miejscowości na terenie Śląska wydanym w 1830 roku we Wrocławiu przez Johanna Knie miejscowość występuje pod nazwą niemiecką Constadt oraz polską Wołczin we fragmencie „poln. Wołczin genannt...” oraz "Wołczin, polnischer Name von Konstadt, einer Stadt Kr. Kreuzburg". Kolejny spis geograficzno-topograficzny miejscowości leżących w Prusach wydany w 1835 roku, którego autorem jest J.E. Muller notuje "Constadt (polnisch: Wołczin)".
Polską historyczną nazwę miejscowości w formie Wałczyn w książce „Krótki rys jeografii Szląska dla nauki początkowej” wydanej w Głogówku w 1847 wymienił śląski pisarz Józef Lompa. Po II wojnie światowej polska administracja nadała miastu polską nazwę Wołczyn. Topograficzny opis Górnego Śląska z 1865 roku notuje miejscowość pod niemiecką nazwą Constadt, a także wymienia obecnie stosowaną, polską nazwę Wołczyn we fragmencie "Der polnische Name ist Wołczin".

## Historia
Pierwsza wzmianka w dokumentach o istnieniu osady w miejscu dzisiejszego Wołczyna to akt nadania jej przez księcia Henryka III Śląskiego praw miejskich z dnia 22 stycznia 1261 r. według tych dokumentów miasto miało jednak nazywać się na cześć założyciela Książęca Dolina (Fuerstental). Nazwa jednak się nie przyjęła. Zanim Kunzo – dzierżawca ziem zwanych przez Henryka III „wielkim lasem” otrzymał od niego nakaz lokacji osada musiała jednak już od wielu lat funkcjonować jako targowa. Tędy przebiegał szlak handlowy Kraków – Kluczbork – Wrocław. Wraz z nadaniem praw miasta zyskało 100 włók pola, 10 lat wolnych od podatków i nowe prawa targowe. Kunzestad nigdy nie został otoczony murami obronnymi, stąd w herbie drewniana strażnica. Do XVII w. Kunzestad rozwijał się pomyślnie. Ludność utrzymywała się z rolnictwa, rzemiosła i handlu. Najliczniejszy był cech szewski- pod koniec XVIII w. skupiał ponad 70 rzemieślników, wszystkich mieszkańców było zaś 800. Płody rolne i rękodzieła zbywane były na 5 corocznych jarmarkach, eksportowano je także do Wielkopolski. Do 1495 r. Wołczyn był miastem książęcym kolejnych dynastii Piastów: brzeskich, świdnickich i opolskich. Następnie aż na 300 lat przeszedł w ręce prywatne – magnackiego rodu Posadowskich, potem we władanie królów pruskich Fryderyka II i Fryderyka III. 

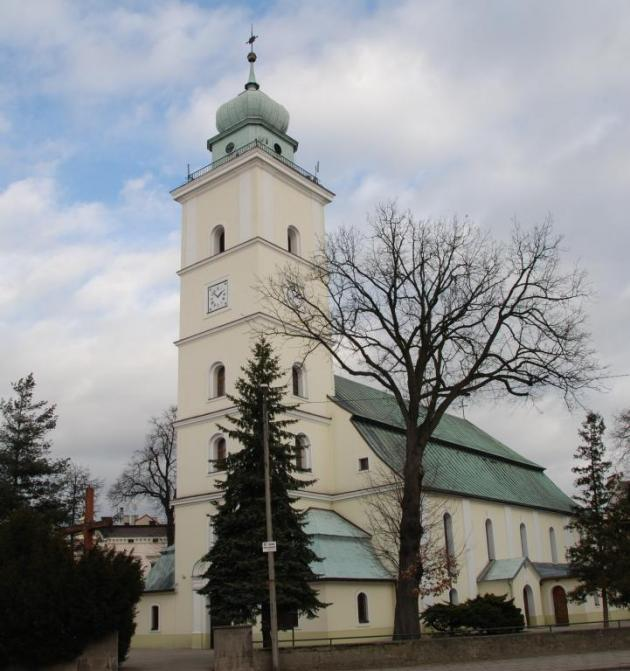
Kościół św. Teresy z Liseaux

Miasto było kilkakrotnie zaludniane: w XV w. przez osadników husyckich, w XVII w. – po wyniszczeniu przez epidemie i pożary w 1432 roku, 1581 roku, 1588 roku, 1627 r. i 1633 r. – także przez wygnanych z Polski braci polskich. W XVI w. powstała tu znana w kraju z wysokiego poziomu nauczania szkoła miejska, a w XVIII i w początkach XIX w. mieściło się znane proseminarium dla polskich ewangelików, przeniesione później do Kluczborka. Za panowania królów pruskich miasto otrzymało swój statut i urząd stróża miejskiego. Po trudnych latach gospodarczego załamania i masowej emigracji zarobkowej mieszkańców sytuacja zaczęła się poprawiać po doprowadzeniu kolei żelaznych do Kluczborka. W połowie XIX w. otwarto tu – największą wówczas – roszarnię lnu. W latach międzywojennych dobudowano oddział roszarni konopi. Powstały też 2 małe browary, gorzelnia, a w 1893 r.- fabryka drożdży – zalążek dzisiejszej fabryki Lesaffre Bio Corporation (dawniej: Śląskiej Fabryki Drożdży „Polmos”) zaopatrującej w swoje produkty jedną czwartą kraju. W 1904 r. wybudowano gazownię i oświetlono ulice.
W 1796 r. Wołczyn liczył 893 mieszkańców, w 1939 r. – 3899 a w 2001 r. – 6497.
Topograficzny opis Górnego Śląska z 1865 roku notuje stosunki ludnościowe występujące w regionie we fragmencie – Der Abstammung nach ist die Bevolkerung aus Polen und Deutschen gemischt. Die verherrschende Sprache ist die deutsche, doch last es die Mundart erkennen, das fruher mehr polnisch gesprochen wurde w tłumaczeniu „Występuje tutaj mieszana ludność z Polski i Niemiec. Dominującym językiem jest niemiecki, ale występuje również dialekt, wcześniej ludność więcej mówiła po polsku”.
W 1910 roku 414 mieszkańców mówiło w języku polskim, 184 w językach polskim i niemieckim, natomiast 3046 osób posługiwało się jedynie językiem niemieckim. W wyborach komunalnych w listopadzie 1919 roku nie wystawiono listy polskiej. Podczas plebiscytu w 1921 roku we wsi uprawnionych do głosowania było 2789 mieszkańców (w tym 1076 emigrantów). Za Polską głosowały 34 osoby, za Niemcami 2684 osoby. Podczas III powstania śląskiego komandosi z Grupy Wawelberg, w ramach akcji „Mosty” wysadzili pod Wołczynem most kolejowy. Miejscowość znalazła się poza terenem bezpośrednich walk zbrojnych.
Niemcy zostali wyparci z miasta 21 stycznia 1945 roku przez oddziały 95 dywizji piechoty gwardii 32 korpusu piechoty gwardii 5 armii gwardii 1 Frontu Ukraińskiego. Podczas walk zginęło 6 żołnierzy radzieckich (dla ich upamiętnienia wzniesiono po wojnie Pomnik Wdzięczności na ówczesnym pl. Armii Czerwonej).
Kalendarium miasta
- 1248–1294 – Wołczyn należał do księstwa wrocławskiego
- 1261 – lokacja miasta
- 1294–1312 – Wołczyn należał do księstwa głogowskiego
- 1312 – miasto w posiadaniu księstwa namysłowskiego
- 1320–1343 – miasto było w posiadaniu księstwa oleśnickiego
- 1323–1327 – miasto w lennie korony czeskiej
- 1343–1436 – rządy nad ziemiami i wsiami należącymi do Wołczyna objął książę Ludwik z Brzegu
- 1436 – Wołczyn ponownie był pod panowaniem księstwa oleśnickiego
- 1526 – miasto pod panowaniem Habsburgów austriackich
- 1742 – Wołczyn w granicach Prus
- 1820 – miasto przyłączono do rejencji opolskiej
- 1868 – 1 października uruchomiono linię kolejową
- 1945 – miasto przyłączono do Polski

## Demografia

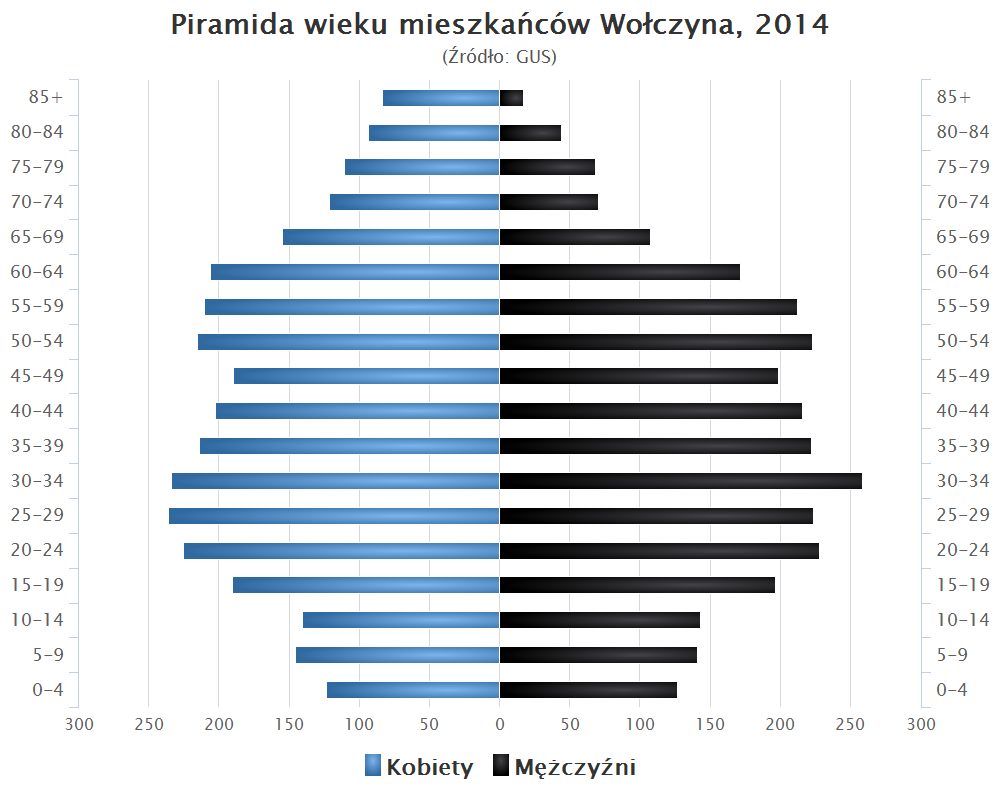
Piramida wieku mieszkańców Wołczyna w 2014 roku

## Zabytki
Do wojewódzkiego rejestru zabytków wpisane są:

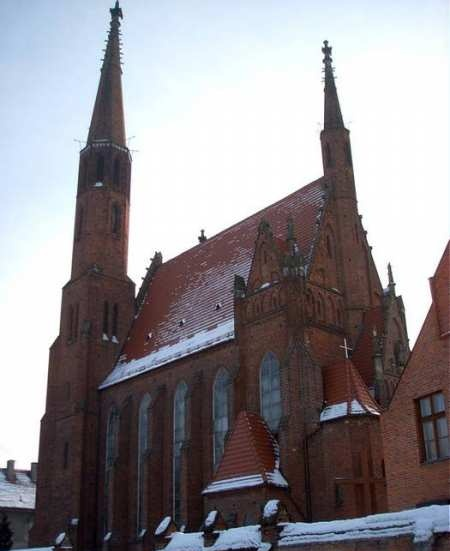
Kościół Najświętszej Maryi Panny Niepokalanie Poczętej

- Stare Miasto, wypisane z księgi rejestru
- kościół filialny pod wezwaniem św. Teresy z Lisieux, z lat 1770–1799, XIX w.
- cmentarz żydowski, najstarsze nagrobki pochodzą z XIX i pocz. XX w., ul. Byczyńska
- park miejski, z poł. XIX w.
- dom, ul. Kluczborska 2, z XIX w.
- domy, ul. Powstańców 12, 13, 14, z XIX w.

inne zabytki:
- kościół parafialny NMP Niepokalanie Poczętej, neogotycki z lat 1859–61
- kościół ewangelicki, pierwotnie staroluterański z 1848 r.
- wieża ciśnień, z początku XX w.

## Klimat
Gmina Wołczyn znajduje się w strefie klimatu umiarkowanego łagodnego, zdominowanego przez wpływy klimatu atlantyckiego z okresowymi wpływami klimatu kontynentalnego. Klimat rejonu wołczyńskiego pod względem temperatury powietrza jest korzystny dla gospodarki człowieka. Średnia roczna temperatura powietrza przekracza 9 °C. Dla człowieka jednak jeszcze ważniejszym jest rozkład temperatur w poszczególnych porach roku. Otóż teren gminy odznacza się stosunkowo łagodnymi zimami. Najzimniejszym miesiącem jest styczeń. Okresy mrozów nie trwają długo a kilka razy w ciągu zimy następują odwilże. Miesiące letnie nie są zazwyczaj zbyt upalne. Najcieplejszym miesiącem jest lipiec. Szczególnie charakterystyczną cechą klimatu są łagodne i długie jesienie oraz wczesne i pogodne wiosny. W dziedzinie opadów atmosferycznych zaznacza się wyraźnie wpływ Sudetów. Pasmo gór zatrzymuje wiatry południowe natomiast wiatry zachodnie i północno-zachodnie maja łatwy dostęp i przynoszą dosyć bogate opady (ilość opadów rocznych nie przekracza 550 mm). Rozkład opadów w poszczególnych porach roku: w zimie i na początku wiosny – skąpe, od maja do lipca – duże.

## Ukształtowanie powierzchni i gleby
Cofający się lodowiec skandynawski pozostawił na terenie gminy Wołczyn głębokie pokłady piasków, żwirów, kamieni i gliny, na których powstała równina, z niewielkimi wzniesieniami, morenowymi oraz lokalnymi pobagiennymi obniżeniami. Dlatego też rzeźba terenu jest dość urozmaicona. Zróżnicowanie ukształtowania pionowego sięga 50–60 metrów. Wysokość terenu waha się od 140 do 204 m n.p.m. Miasto Wołczyn leży na wysokości 170 m n.p.m. Gleby są średnio urodzajne. Przeważa klasa IVa i IVb.

## Wody powierzchniowe i podziemne
Gleba gminy Wołczyn jest uboga w wodę i dlatego ma słabo rozwiniętą sieć rzeczną. Najważniejszym ciekiem jest przepływający przez miasto Wołczyński Strumień, prawy dopływ Stobrawy, rzeki nizinnej o długości 85 km niosącej niewielkie ilości wody, wpadającej z prawej strony do Odry. Przez gminę przepływają także: Stobrawa, Kluczborska Struga i Czarna Woda. Ponadto na terenie gminy Wołczyn znajduje się solanka wołczyńska o temperaturze +43,5 i składzie: Cl, Na, Ca, Br, Fe i Be.

## Ochrona przyrody
Na terenie gminy Wołczyn utworzono dwa rezerwaty przyrody: „Komorzno” – obszar leśniczy o powierzchni 3,7 ha w tym 5-letni drzewostan bukowy o cechach buczyny pomorskiej z domieszką dęba, graba, sosny i świerka oraz rezerwat „Krzywiczyny” – obszar lasu o powierzchni 19,7 ha, ze 170-letnim drzewostanem sosnowym z domieszką świerka i różnowiekowego dębu. 
Atrakcyjność tych lasów potwierdza 28 zaewidencjonowanych pomników przyrody. Do najcenniejszych należy zaliczyć: 126-letni drzewostan jodłowy z domieszką świerka, modrzewia i sosny, 136-letni drzewostan modrzewia z domieszką jodły i sosny, będący powierzchnią badawczo-doświadczalną, 136-letni drzewostan jesionowy z domieszką dębu, buka, olchy, wyłączony drzewostan nasienny dębu bezszypułkowego. Ponadto na terenie gminy znajdują się inne zabytki przyrody: aleja dębów szypułkowych na gruntach wsi Gierałcice w wieku 60-270 lat; lipa drobnolistna w Duczowie Wielkim w wieku 170 lat, dąb szypułkowy w wieku 270 lat – osobliwość: zrośnięte ze sobą od ponad 150 lat: buk zwyczajny w Komorznie w wieku 320 lat: głaz narzutowy w Wierzbicy Dolnej – blok skandynawskiego granitu (przy drodze z Wierzbicy do Włoch).

## Kultura
Od 1980 r. przy Wołczyńskim Ośrodku Kultury działa Zespół Pieśni i Tańca „Modrzewiacy”. Przy Wołczyńskim Ośrodku Kultury działają również: warsztaty plastyczne, koło grafiki, sekcja akustyczna, koło poezji śpiewanej, koło fotografii, koło szachowe, nauka gry na keyboardzie, nauka gry na fortepianie, nauka gry na gitarze.
Od 1994 roku, co roku w lipcu, miasto Wołczyn jest gospodarzem „Spotkania Młodych” – organizowanego przez zakon kapucynów spotkania, przyciągającego ok. 1000 młodych ludzi z całej Polski. Program spotkania zawiera koncerty wykonawców muzyki chrześcijańskiej, konferencje, spotkania w grupach oraz warsztaty.

## Wspólnoty wyznaniowe

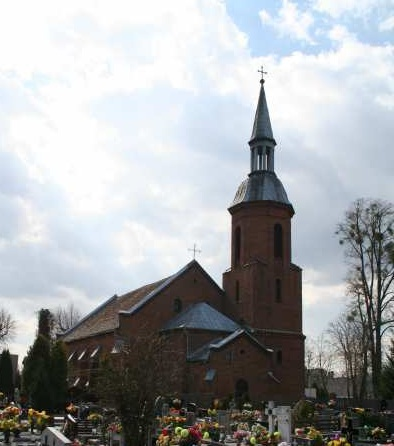
Kościół ewangelicko-augsburski

Wołczyn jest miastem o tradycjach protestanckich. Na terenie miasta działalność religijną prowadzą następujące  związki wyznaniowe:
Kościół Ewangelicko-Augsburski:
- parafia, pl. Wolności 5[23]

Kościół rzymskokatolicki:
- parafia, ul. Kościelna 2

Kościół Zielonoświątkowy:
- zbór, ul. Kluczborska 31A

Świadkowie Jehowy:
- zbór Wołczyn-Dąbrówka (Sala Królestwa ul. Fabryczna 4)[24]

## Współpraca międzynarodowa
Miasta i gminy partnerskie:
- Haßloch[potrzebny przypis]
- Kerekegyháza[25]